# Elaphria jonea
Elaphria jonea är en fjärilsart som beskrevs av William Schaus 1906. Elaphria jonea ingår i släktet Elaphria och familjen nattflyn. Inga underarter finns listade i Catalogue of Life.